# Артамонов Михайло Іларіонович
Миха́йло Іларіо́нович Артамо́нов (23 листопада (5 грудня) 1898, с. Виголово, нині Молоковського району Тверської області Росії — 31 липня 1972, Ленінград, нині Санкт-Петербург) — радянський археолог, доктор історичних наук (1941), професор (1943), дійсний член Польської академії наук (1960), почесний член Шотландського товариства антикварів (1942).

## Життєпис

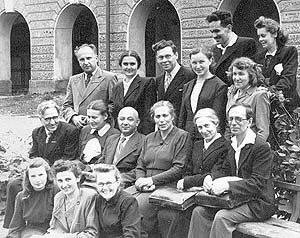
Викладачі та випускники Ленінградського університету. У другому ряду перший зліва — Михайло Артамонов. 1948 рік

Народився в селянській сім'ї. 1913 закінчив вечірнє міське чотирикласне училище. Працював конторником у Санкт-Петербурзькому товаристві страхувань і рахівником у Товаристві заводчиків і фабрикантів. У 1914—1916 рр. навчався на вечірніх загальноосвітніх курсах. На початку 1917 р. Артамонова призвали в армію. З ентузіазмом зустрів Лютневу революцію 1917. У лютому 1917 р. вибрано членом Ради солдатських депутатів. Невдовзі добровольцем пішов на фронт. Брав участь у боях на Західній Двіні.
У грудні 1917 р. демобілізувався. Його відкликали в Петроград на роботу в націоналізованому Міжнародному банку. З літа 1918 р. і до кінця 1920 р. працював у Красному Холмі (нині Тверської області) в органах народної освіти: був завідувачем школи, викладачем.
У 1921—1924 рр. навчався в Петроградському (Ленінградському) університеті на відділенні археології та теорії мистецтв. Серед учителів Артамонова був археолог Олександр Андрійович Спицин.
Закінчивши університет, залишився у ньому молодшим асистентом археологічного кабінету.
Від 1925 р. працював у Державній академії історії матеріальної культури (згодом Інститут історії матеріальної культури АН СРСР, пізніше Інститут археології АН СРСР): аспірант, від 1934 — старший науковий співробітник, 1937—1939 — заступник директора, 1939—1943 — директор, 1943—1950 — завідувач сектору.
1948—1951 — проректор Ленінградського університету (водночас від 1949 — завідувач кафедри археології).
1951—1964 — директор Державного Ермітажу. У 1958 р. відновив видавництво Ермітажу. Під його керівництвом створено нову серію видань — «Археологічний збірник» Державного Ермітажу (відповідальний редактор перших дев'яти випусків).
За 13 років роботи директором Ермітажу проявив себе як винятково талановитий і відданий музейній справі адміністратор. Його завжди відрізняла принциповість і самостійна позиція з найгостріших питань. У розріз з офіційною ідеологією Артамонов захоплювався сучасним живописом. При його підтримці в Ермітажі було організовано виставку робіт Пабло Пікассо, вдалося зберегти роботи класиків імпресіонізму.
У період «відлиги» опікувався репресованими дослідниками, котрі повернулися з ув'язнення. Серед них Лев Гумільов.
Приводом для відставки Артамонова стала позамузейна виставка робіт Михайла Шемякіна.
Після відставки повністю зосередився на викладацькій роботі на історичному факультеті Ленінградського університету. Помер, як і належить справжньому вченому, — прямо за робочим столом, редагуючи наукову статтю.
Був членом КПРС (від 1940).

## Нагороди
- Орден Леніна,
- Орден Трудового Червоного Прапора та
- медалі.

## Наукові дослідження
1929 р. провів першу самостійну експедицію — розвідку на Нижньому Дону. За результатами дослідження переконливо ідентифікував з лівобережним Цимлянським городищем відоме за письмовими джерелами місто Саркел (розкопки проведено в 1934—1936 рр.).
1934 р. за статтю «Спільні поховання в курганах зі скороченими та пофарбованими кістяками» Артамонову без захисту дисертації надали ступінь кандидата історичних наук. Від 1935 р. — професор. 25 червня 1941 р. захистив докторську дисертацію на тему «Скіфи. Нариси з історії Північного Причорномор'я».
Керував археологічними експедиціями: 1946—1948 — Південно-Подільською, 1949—1951 — Волго-Донською (в зоні будівництва Волго-Донського каналу).
В Україні вивчав пам'ятки скіфського і ранньослов'янського часу (Немирівське городище, Григорівка на Вінниччині).
Південно-Подільська експедиція вивчала палеолітичні, мезолітичні, неолітичні, ранньослов'янські пам'ятки Середнього Подністров'я (Лука-Врубловецька, Бакота й ін. на Кам'янеччині) та здійснила значні наукові відкриття.
Особисту бібліотеку Артамонова передано Кам'янець-Подільському педагогічному інституту (нині — Кам'янець-Подільський національний університет імені Івана Огієнка), вона зберігається на історичному факультеті.

## Праці

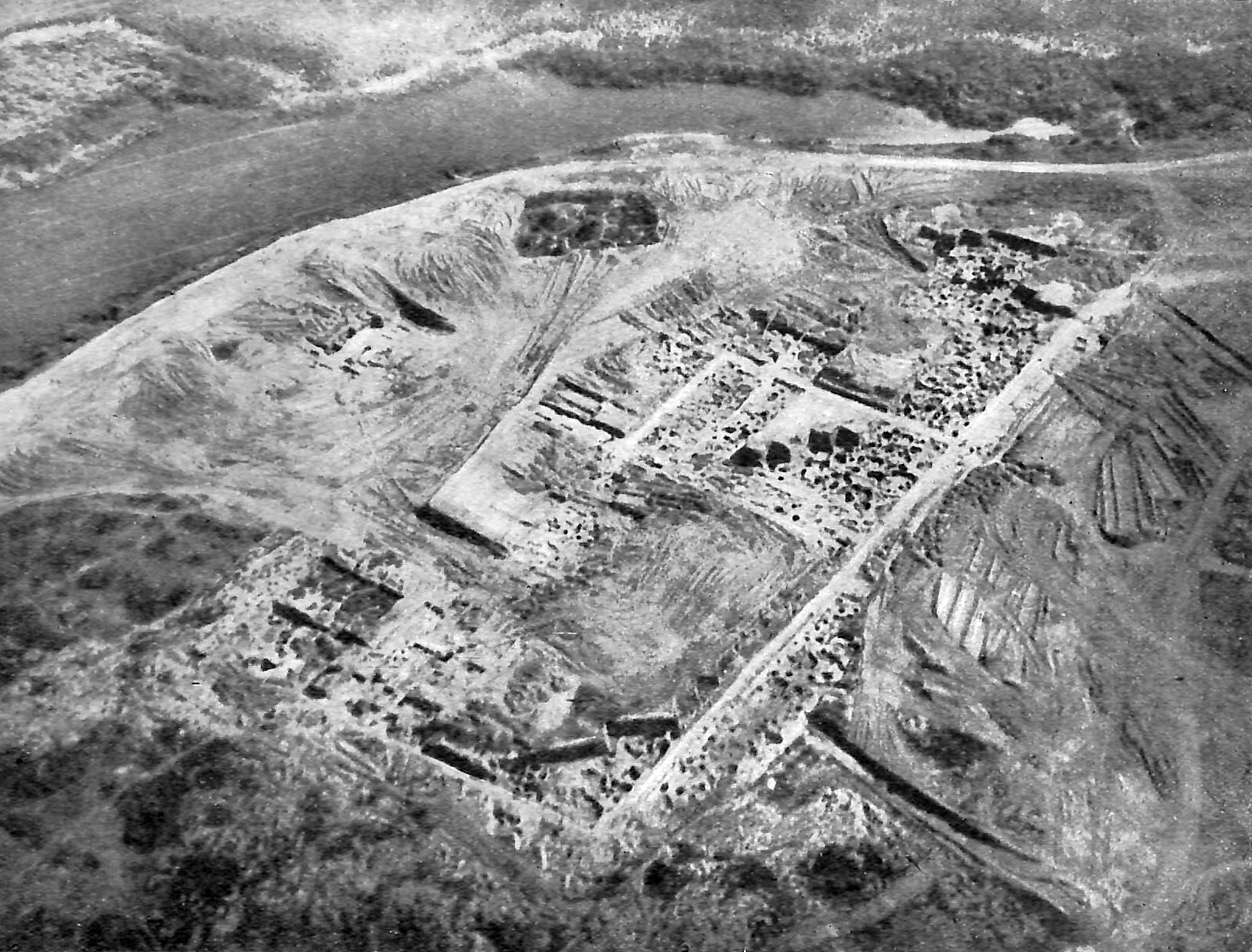
Місце хазарської фортеці Саркел. Знімок з літака розкопок 1930-их рр.

Основні праці присвячено історії скіфів, хозарів і слов'ян.
- Очерки древнейшей истории хазар. — Ленинград, 1935.
- Средневековые поселения на Нижнем Дону. — Ленинград, 1935.
- Венеды, невры и будины в славянском этногенезе // Вестник Ленинградского университета. — 1946. — № 2.
- Происхождение славян. — Ленинград, 1950.
- Некоторые итоги пятилетних исследований Юго-Подольской археологической экспедиции // Краткие сообщения Института археологии АН УССР. — 1955. — Выпуск 4.
- Саркел — Белая Вежа // Материалы и исследования по археологии СССР. — Т. 62. — Ленинград, 1958.
- История хазар. — Ленинград, 1962. Книга стала класичною. Перевидано 2001, 2002.
- Сокровища скифских курганов в собрании Государственного Эрмитажа. — Прага, 1966.
- Вопросы расселения восточных славян и советская археология // Проблемы всеобщей истории. — Ленинград, 1967.
- Загадки скіфської археології // Український історичний журнал. — 1970. — № 1.
- Киммерийцы и скифы: От появления на исторической арене до конца IV в. до н. э. — Ленинград, 1974.
- Искусство скифов // Триста веков искусства. Искусство Европейской части СССР. — Москва, 1976.

### Енциклопедичні довідки
- Українська Радянська Енциклопедія. — 2-е видання. — Т. 1. — К., 1977. — С. 253.
- Радянська енциклопедія історії України. — Т. 1. — С. 74—75.
- Баженов Л. В. Поділля в працях дослідників і краєзнавців XIX—XX ст. Історіографія. Біобібліографія. Матеріали. — Кам'янець-Подільський, 1993. — С. 115—116.
- Кузьминська О. Д. Артамонов Михайло Іларіонович [Архівовано 17 квітня 2016 у Wayback Machine.] // Енциклопедія історії України. — Т. 1. — К., 2005. — С. 127.
- Лебединська Т. М. Артамонов Михайло Іларіонович [Архівовано 12 березня 2017 у Wayback Machine.] // Енциклопедія Сучасної України. — Т. 1. — К., 2001. — С. 664.
- Мезенцева Г. Дослідники археології України: Енциклопедичний словник-довідник. — Чернігів, 1997.
- Большая Советская Энциклопедия. — 3-е издание. — Т. 2. — М., 1970. — С. 258.
- Большой Энциклопедический Словарь. — Т. 1. — М., 1991. — С. 76.

### Публікації в журналах і збірниках
- Л. С. Клейн, Шилов В. П. Выдающийся исследователь скифской культуры // Вестник древней истории. — 1968. — № 4.
- Л. С. Клейн К семидесятилетию М. И. Артамонова // Советская археология. — 1968. — № 4.
- Артамонов Михаил Илларионович: Некролог // Советская археология. — 1973. — № 2.
- Всевцов Л. М., Левина Р. Ш. Список печатных трудов М. И. Артамонова. Литература о М. И. Артамонове // Проблемы археологии. — 1978. — Выпуск 2.
- Фроянов И. Я., Дубов И. В., Носов Е. Н. М. И. Артамонов: К 90-летию со дня рождения // Вестник Ленинградского университета. — Серия 2: История, языкознание, литература. — 1988. — Выпуск 4.
- Пиотровский М. Б. М. И. Артамонов в Эрмитаже // Скифы. Хазары. Славяне. Древняя Русь: Международная научная конференция. — Санкт-Петербург, 1998. — С. 17—18.
- Столяр А. Д. Триада жизнедеятельности М. И. Артамонова // История и культура древних и средневековых обществ. — Санкт-Петербург, 1998. — С. 7—32.